# Robert Ward Johnson
Robert Ward Johnson (Scott megye, 1814. július 22. – Little Rock, 1879. július 26.) az Amerikai Egyesült Államok szenátora (Arkansas, 1853–1861).